# Livraria Lello

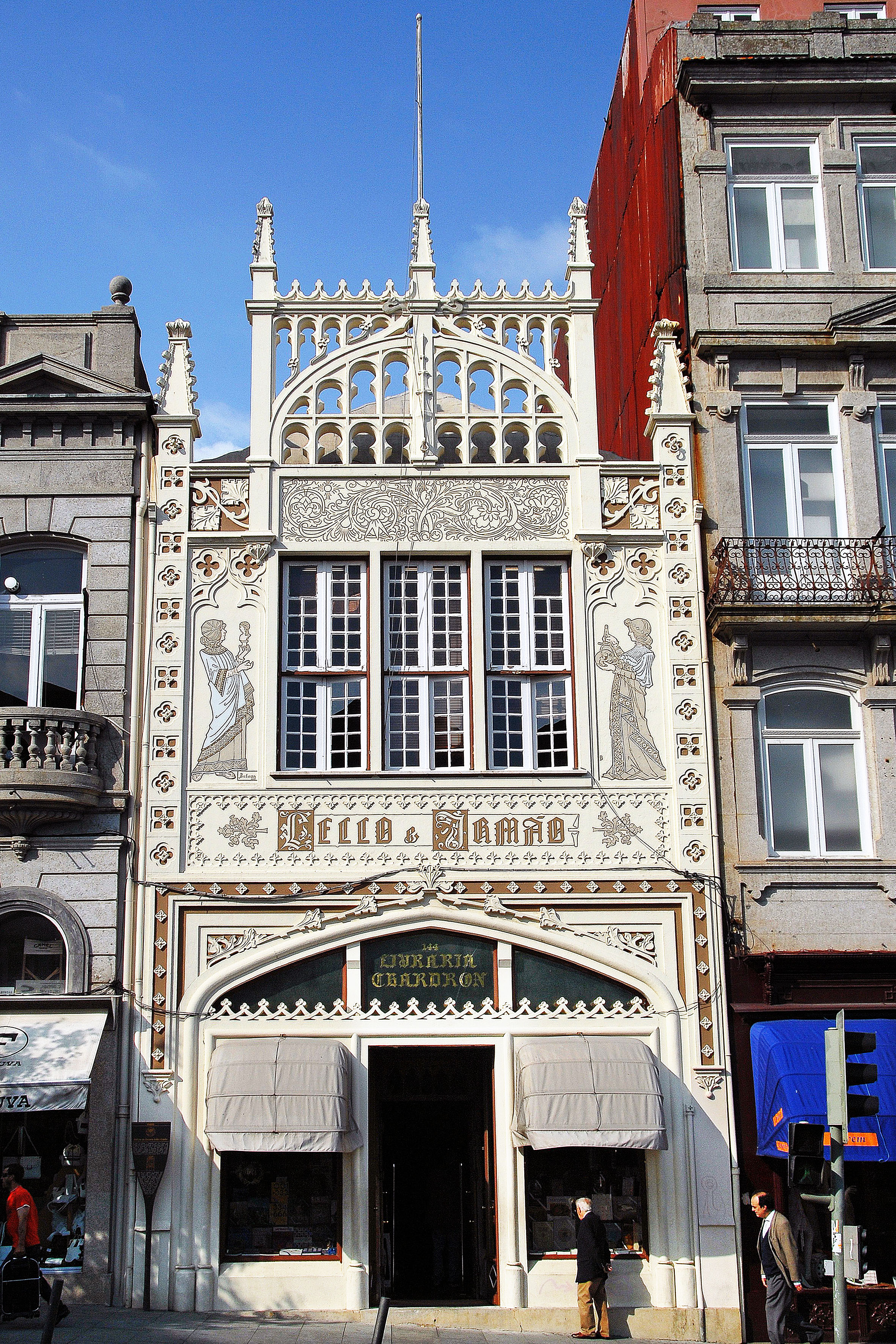
Außenansicht der Buchhandlung

Die Livraria Lello (deutsch: Buchhandlung Lello) ist eine Buchhandlung in der portugiesischen Stadt Porto. Sie wird zu den schönsten Buchläden Europas und der Welt gezählt.

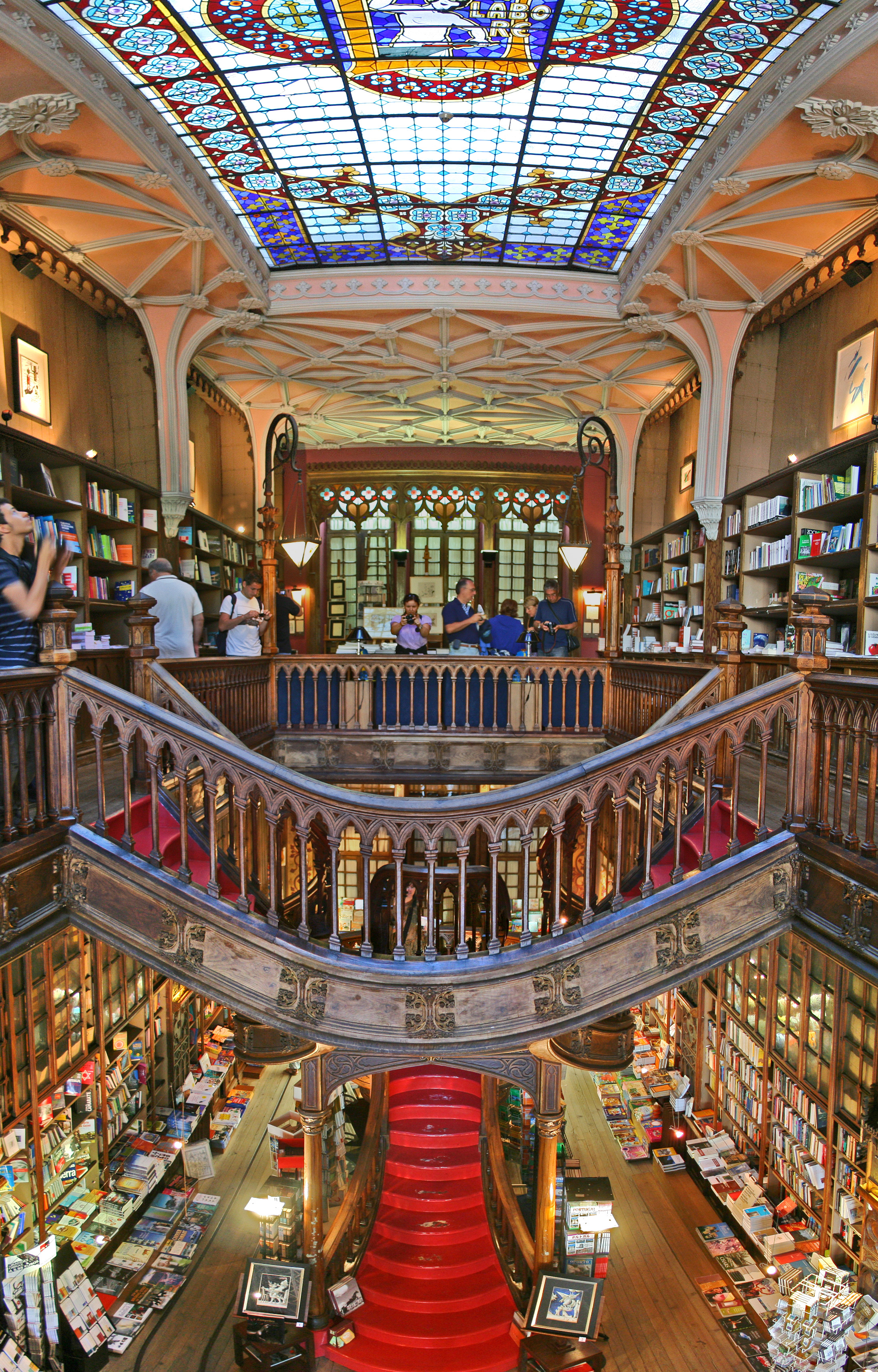
In der Buchhandlung

## Geschichte
1869 wurde im heutigen Gebäude in der Rua das Carmelitas Nr. 144 die Buchhandlung Livraria Chardron eröffnet. 1894 erstand José Pinto de Sousa Lello das Gebäude. Er importierte Bücher und unterhielt mit seinem Schwager David Lourenço Pereira bereits eine Buchhandlung in Porto. Nach dem Tod seines Schwagers gründete José Pinto de Sousa Lello zusammen mit seinem Bruder António Lello den Buchhandel und Verlag Lello & Irmão, Lda. Am 13. Januar 1906 eröffnete die Buchhandlung unter großer Beachtung der kulturell interessierten Kreise Portos.
Das Unternehmen ist heute Teil der neugegründeten Prólogo Livreiros, S.A, eines Buchhandels, dem auch ein Mitglied der Familie Lello angehört. Im Jahr 1995 wurde die Buchhandlung umfassend renoviert. Seit 2013 ist sie unter umfassenden Denkmalschutz gestellt.
2008 wählte die britische Zeitung The Guardian die schönsten Buchhandlungen der Welt und vergab der Buchhandlung Lello dabei den dritten Platz. Auch für den Lonely Planet ist Lello die schönste Buchhandlung Europas und die drittschönste der Welt.
Gerüchteweise wird der Buchhandlung Lello ein Einfluss auf die Harry-Potter-Romanwelt nachgesagt. Die Autorin Joanne K. Rowling lebte Anfang der 1990er Jahre einige Zeit in Porto, lehrte Englisch und soll sich auch in der Buchhandlung Lello aufgehalten haben. 2020 schrieb J. K. Rowling in einer Nachricht auf Twitter, die Buchhandlung nicht gekannt zu haben.
Seit 2015 wird von Besuchern ein Eintrittsgeld verlangt, das mit einem Einkauf verrechnet werden kann. 2019 betrug der Eintrittspreis 5 Euro, 2024 sind es 8 Euro. Besucher klagen über Schwierigkeiten und Missverständnisse bei der Verrechnung sowie über im Vergleich stark überhöhte Buchpreise.

## Gestaltung und Angebot
Das Jugendstil-Gebäude mit seiner neogotischen Fassade wurde von Ingenieur Xavier Esteves geplant und errichtet. Der Bildhauer Romão Júnior schuf im Inneren Büsten bedeutender Schriftsteller, darunter Antero de Quental, Eça de Queiroz, Camilo Castelo Branco, Teófilo Braga, Tomás Ribeiro und Guerra Junqueiro. Ein besonderer Blickfang ist die geschwungene Holztreppe, die in die offen gestalteten oberen Etagen führt. Dort ist eine kleine Bar eingerichtet, in der vorzugsweise Portwein gereicht wird.
Die Buchhandlung bietet ein großes Angebot an klassischer portugiesischer Literatur, ein gut sortiertes politisches Segment und eine große Auswahl an Lyrik. Auf die große Zahl an Touristen ist die Buchhandlung mit einem eigenen Segment an Postkarten, Reiseführern und besonderen Produkten zusätzlich eingestellt.

## Bilder

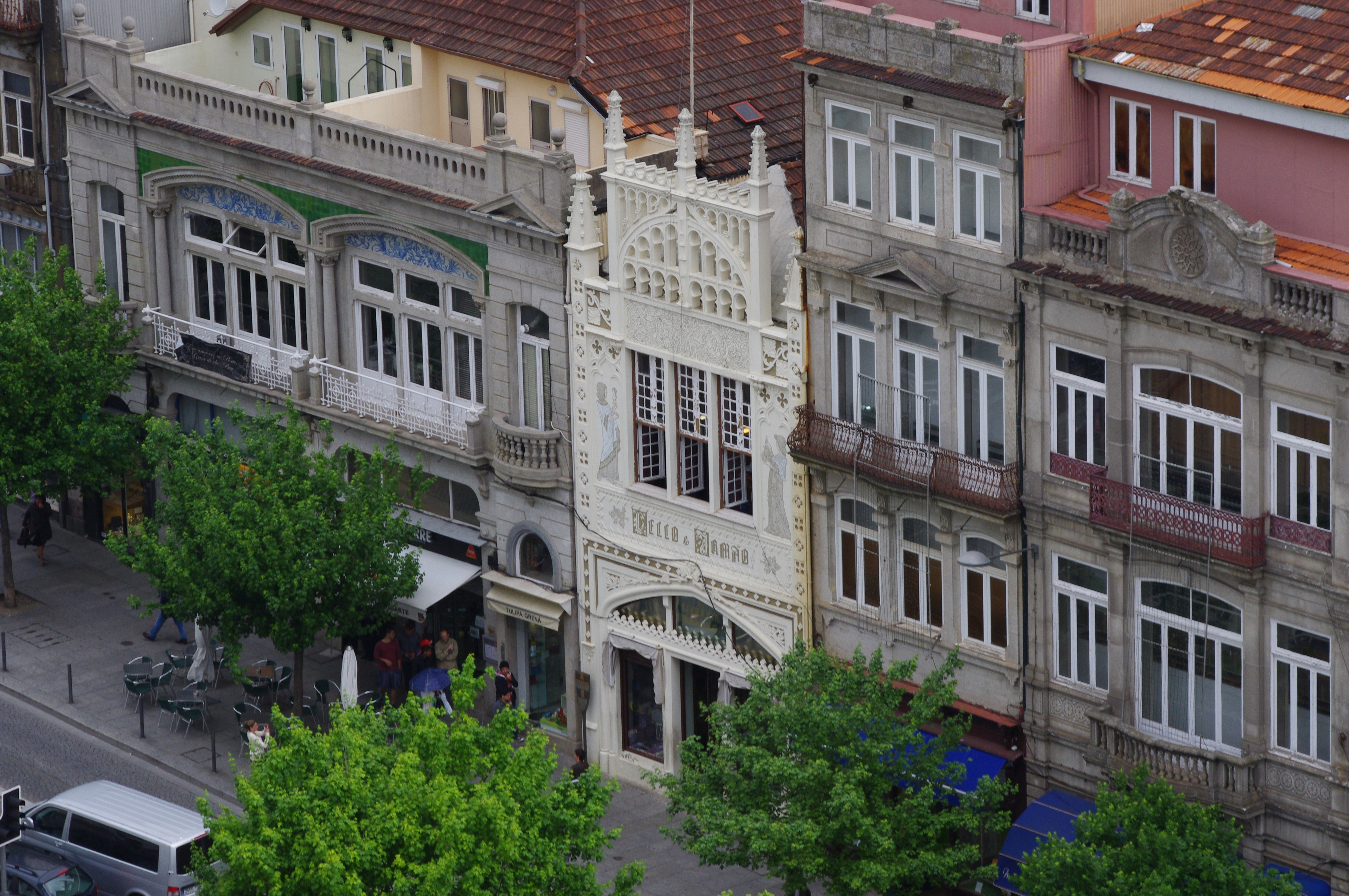
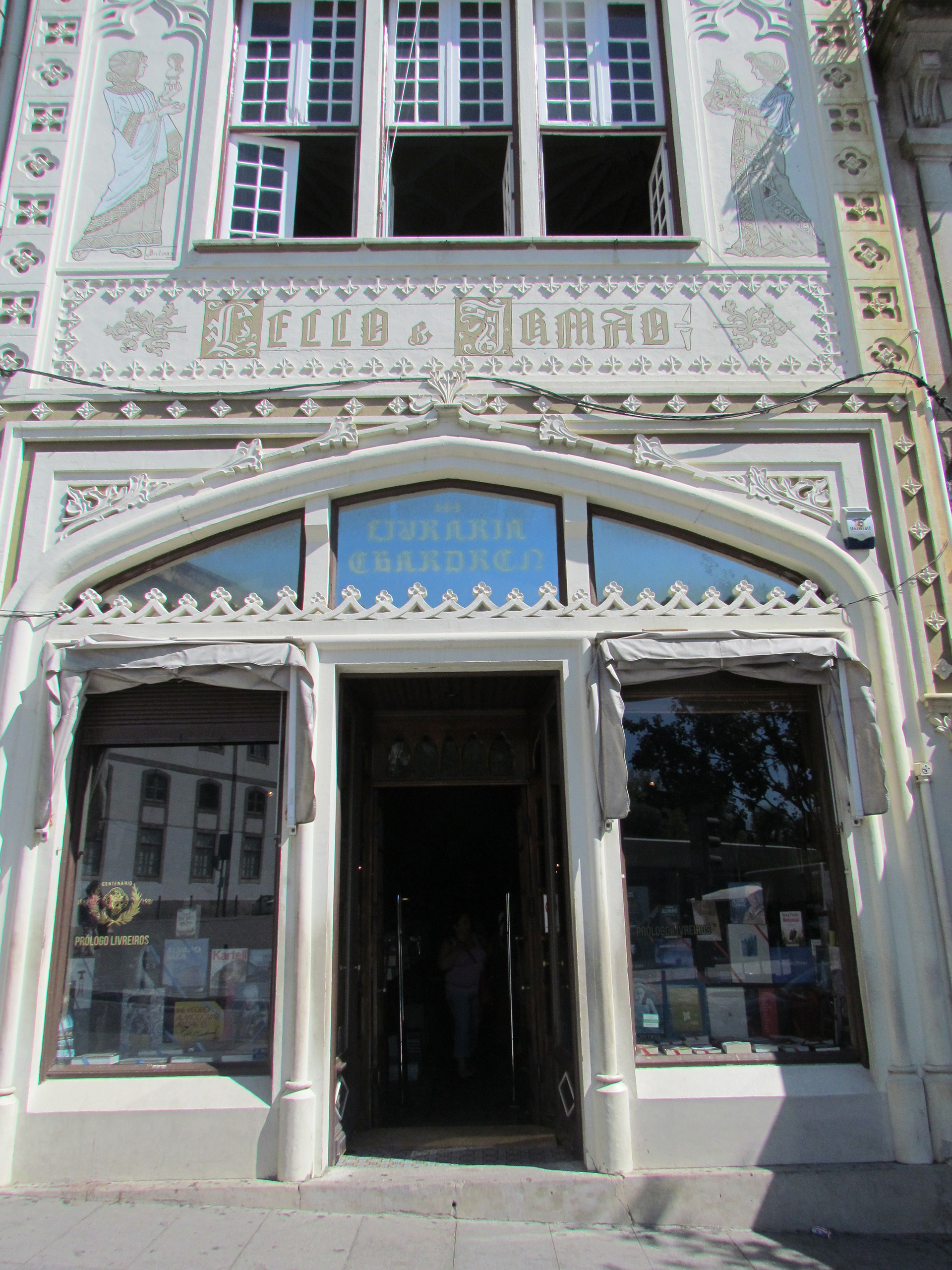
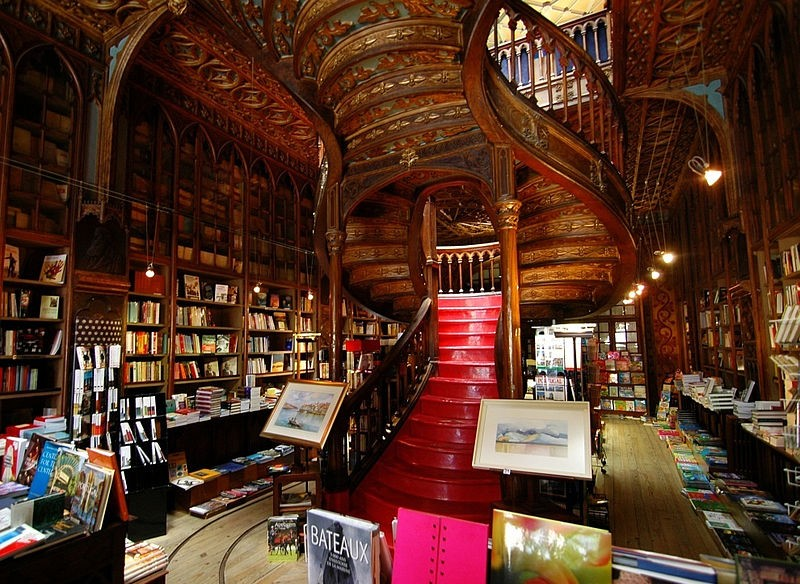
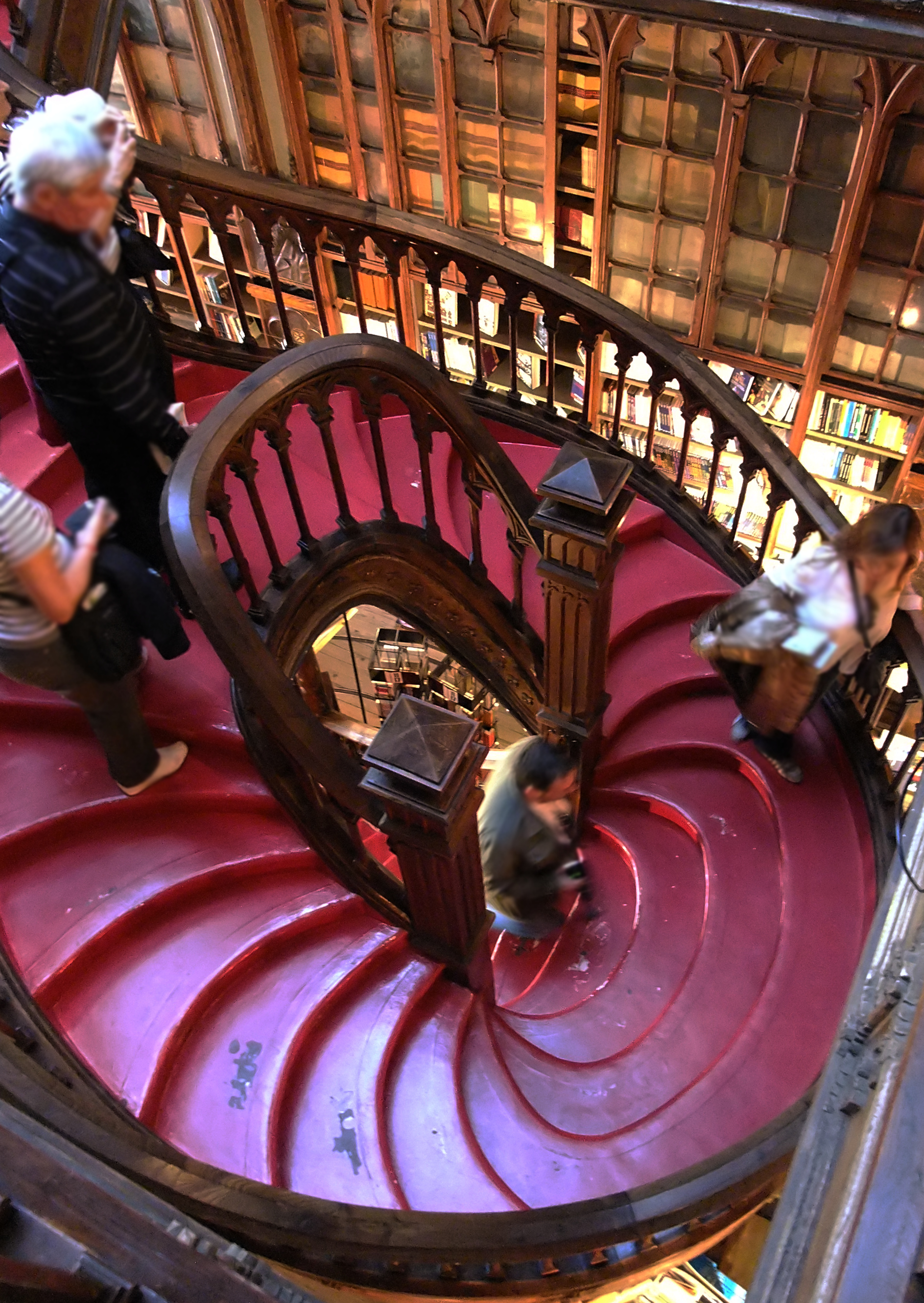
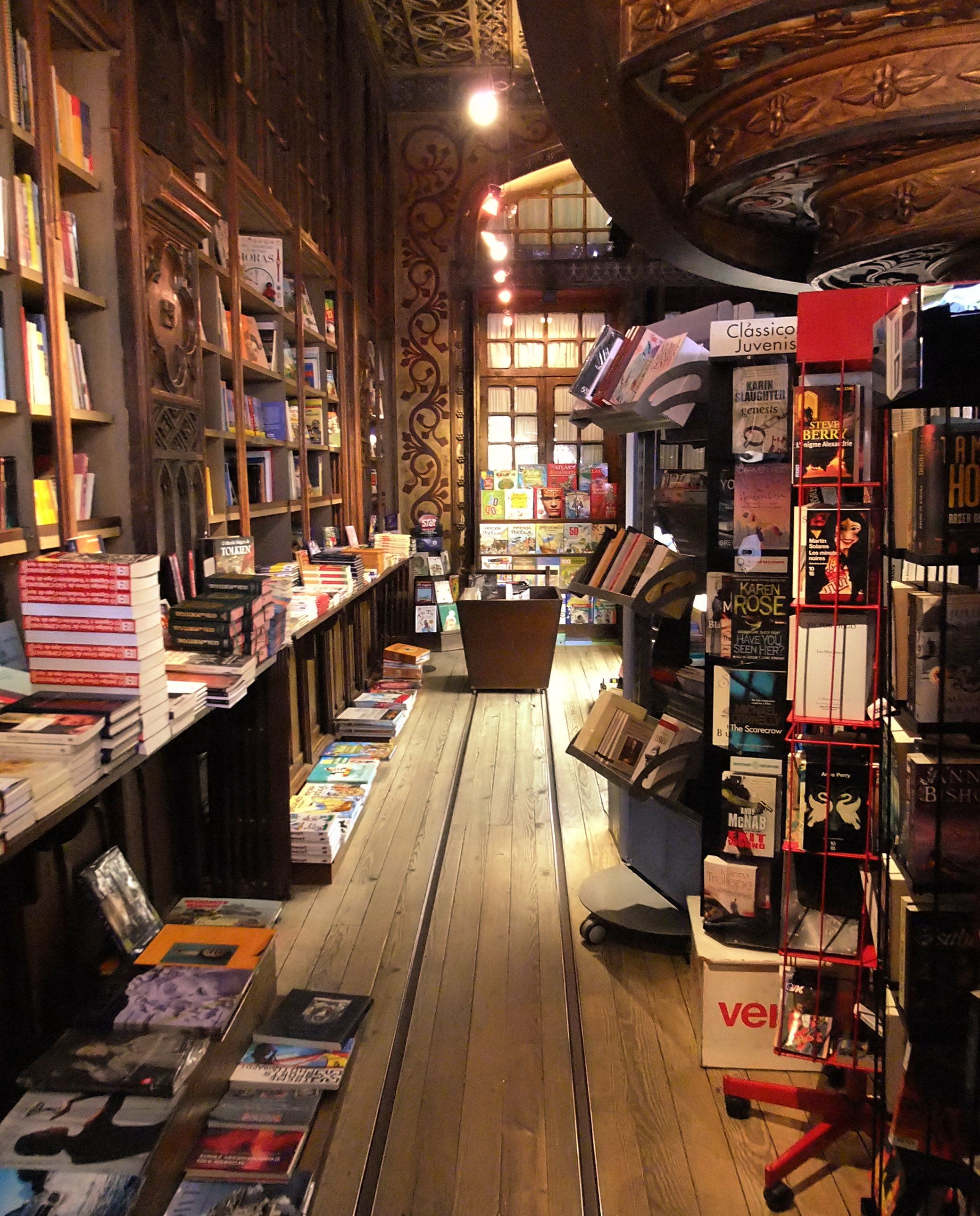
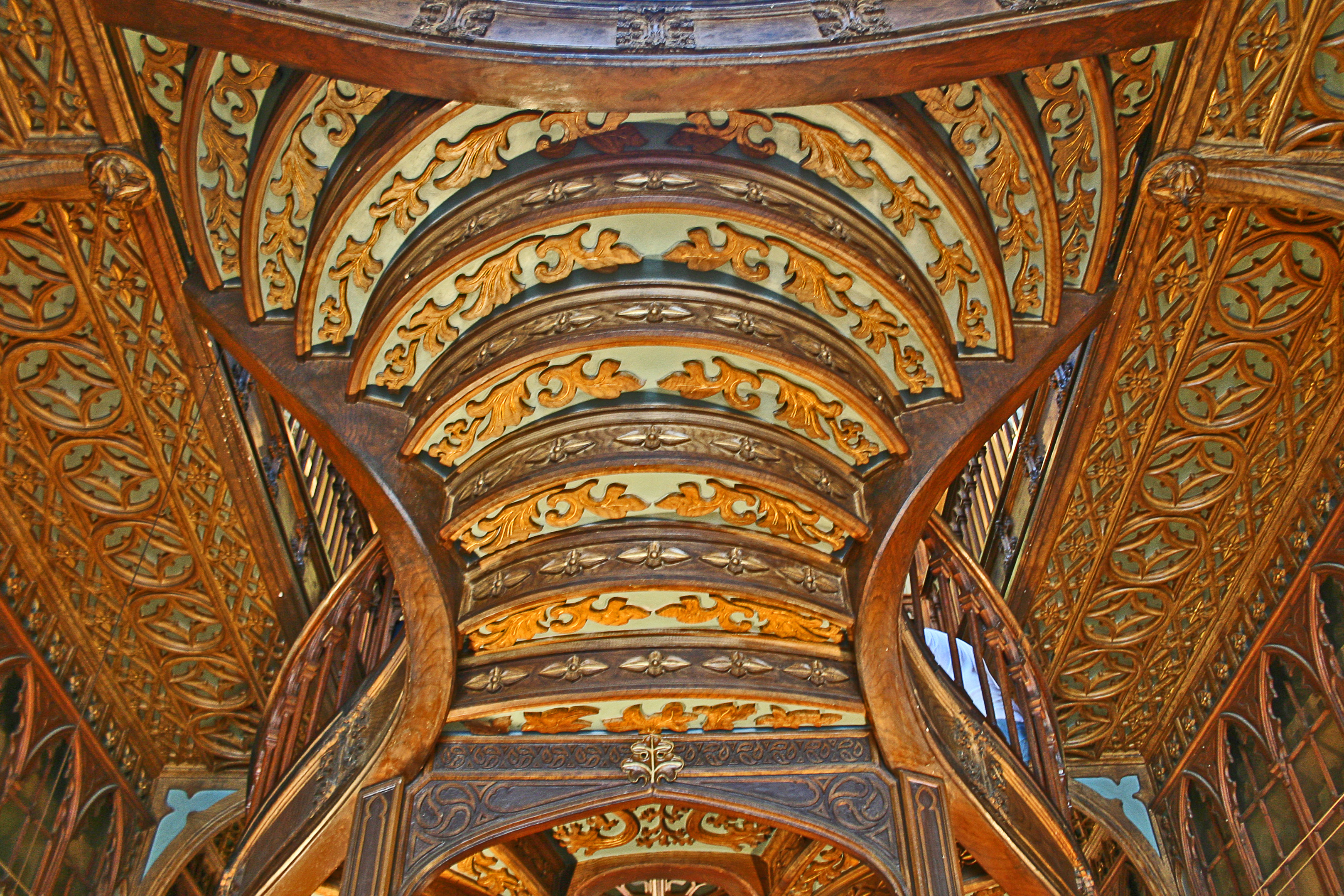
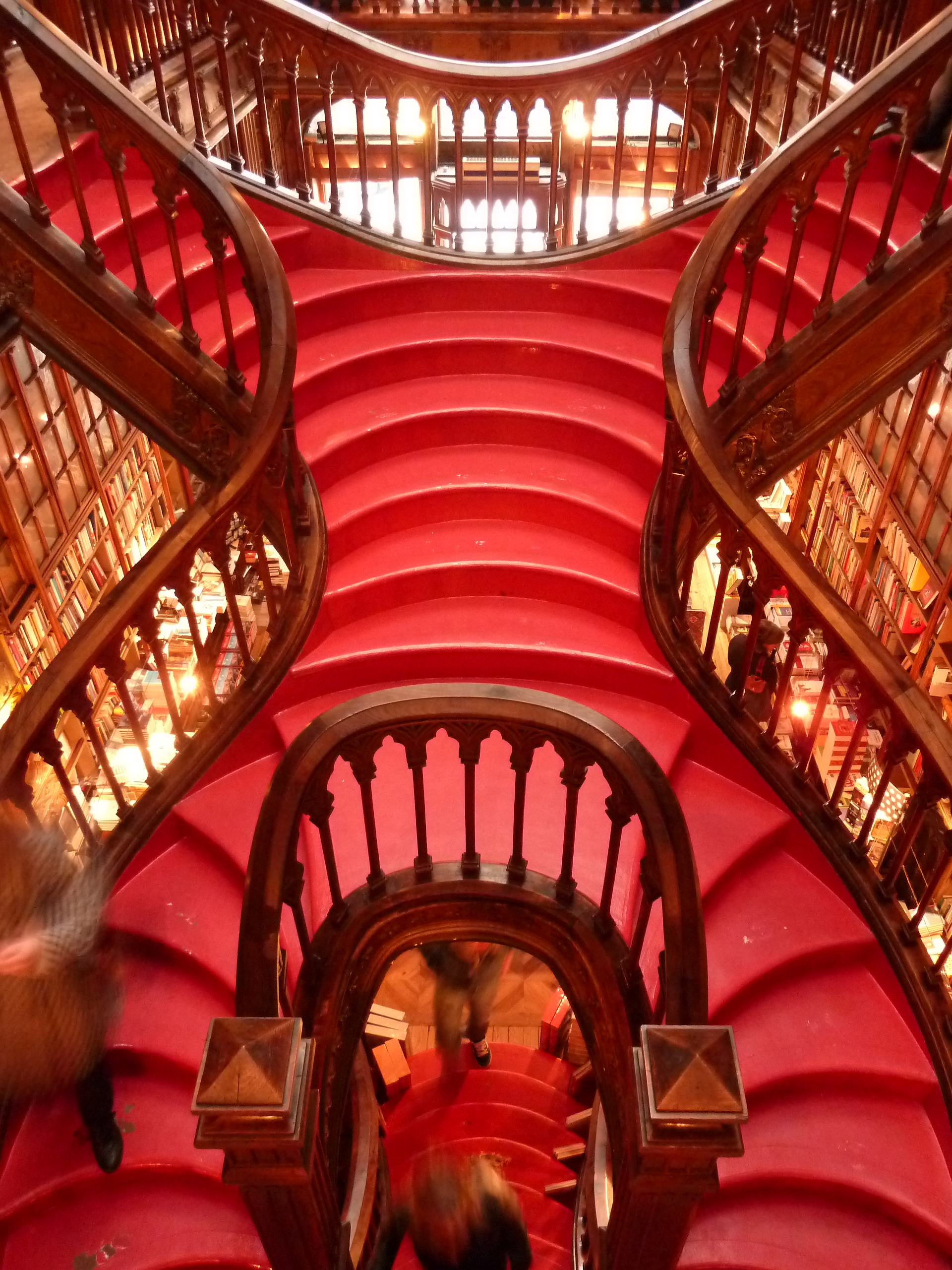
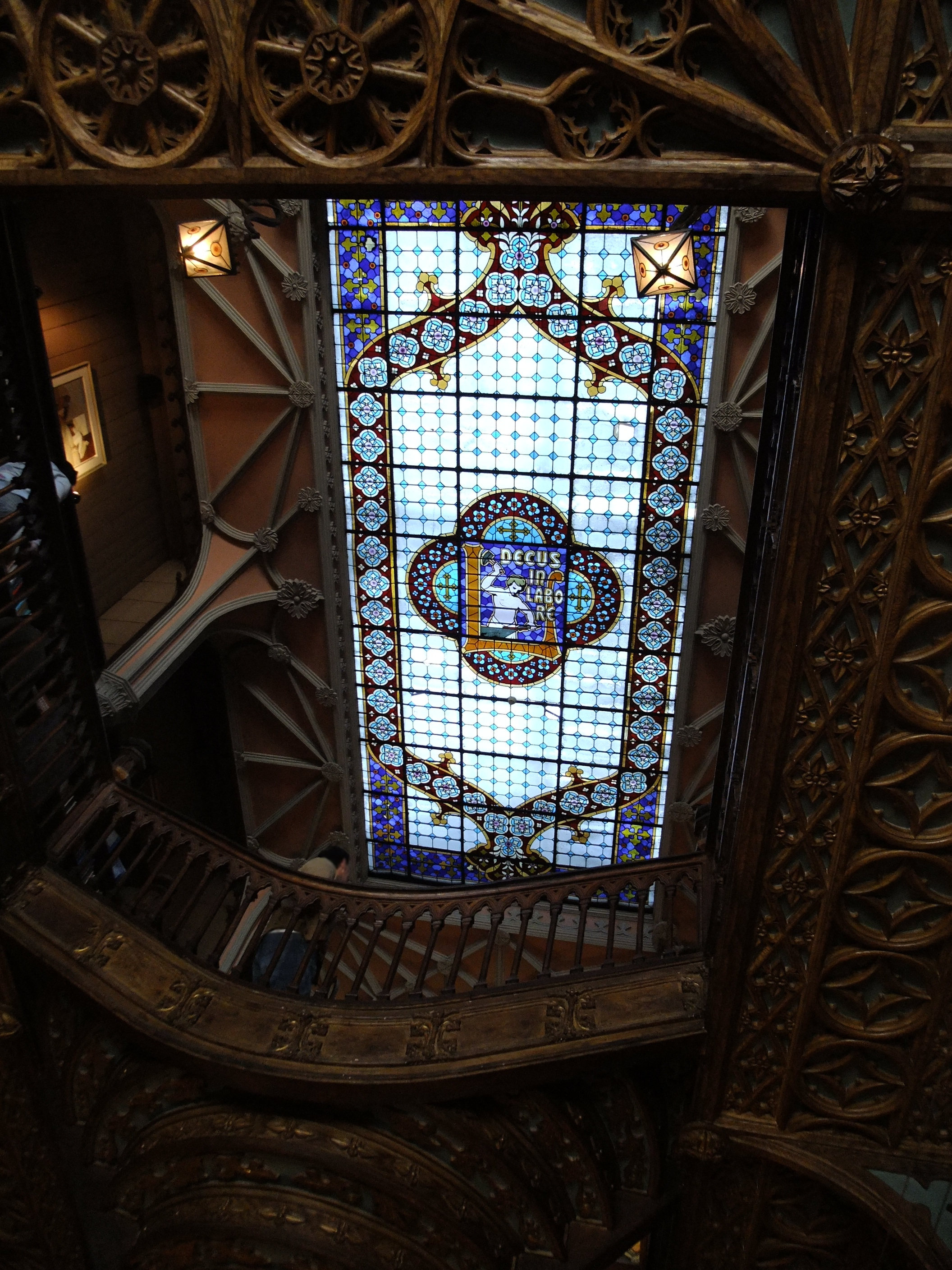